# Орне (Эн)
Орне́ (фр. Ornex) — коммуна во Франции, находится в регионе Рона — Альпы. Департамент коммуны — Эн. Входит в состав кантона Ферней-Вольтер. Округ коммуны — Же.
Код INSEE коммуны — 01281.
Первое упоминание местности под названием Ornacho относится к 1153 году. Во время Второй мировой войны Орне не очень пострадал благодаря своей близости к Швейцарии.

## География и климат
Коммуна расположена приблизительно в 410 км к юго-востоку от Парижа, в 115 км северо-восточнее Лиона, в 70 км к востоку от Бурк-ан-Бреса. У коммуны нет административного центра: он разделён между двумя деревнями: Маконне (на севере) и Виллар-Такон (в центре).
Расположенная на высоте 400 м, коммуна имеет континентальный климат.

## Население
Население коммуны на 2008 год составляло 3163 человека.
| 1962 | 1968 | 1975 | 1982 | 1990 | 1999 | 2008 |
| ---- | ---- | ---- | ---- | ---- | ---- | ---- |
| 373  | 519  | 1042 | 1065 | 2263 | 2663 | 3163 |

## Администрация
| Период | Период | Фамилия               | Партия                | Профессия           |
| ------ | ------ | --------------------- | --------------------- | ------------------- |
|        | 1982   | Рене Лавернь          |                       |                     |
| 1982   | 1995   | Андре Бьоле           |                       |                     |
| 1995   | 1998   | Габриель Виталь-Дюран |                       |                     |
| 1998   | 2001   | Даниель Трюффа        |                       |                     |
| 2001   | 2008   | Фредерик Жирья        |                       |                     |
| 2008   |        | Жак Мерсье            | Партия Зелёных Европы | член совета региона |

## Экономика
Многие жители являются международными гражданскими служащими, работающими в штаб-квартире ООН в Женеве. Основной источник дохода бюджета — пограничная миграция между Францией и Швейцарией.
В 2007 году среди 2150 человек в трудоспособном возрасте (15—64 лет) 1617 были экономически активными, 533 — неактивными (показатель активности — 75,2 %, в 1999 году было 69,9 %). Из 1617 активных работали 1524 человека (817 мужчин и 707 женщин), безработных было 93 (37 мужчин и 56 женщин). Среди 533 неактивных 215 человек были учениками или студентами, 108 — пенсионерами, 210 были неактивными по другим причинам.